# Atlas der Neederlanden
De Atlas der Neederlanden is een verzamelatlas die in de 19de eeuw is samengesteld, vermoedelijk door de Amsterdamse kaartenuitgever Covens en Mortier. De atlas bestaat uit negen delen en brengt de geschiedenis in kaart van de Nederlanden, waaronder ook het huidige België en de toenmalige Nederlandse koloniën. De atlas, waarvan oorspronkelijk maar één exemplaar werd gemaakt, bevat meer dan 600 kaarten, gedrukt en handgetekend. De atlas is thans in het bezit van de Bijzondere Collecties van de Universiteit van Amsterdam.

## Verzamelaarsatlas

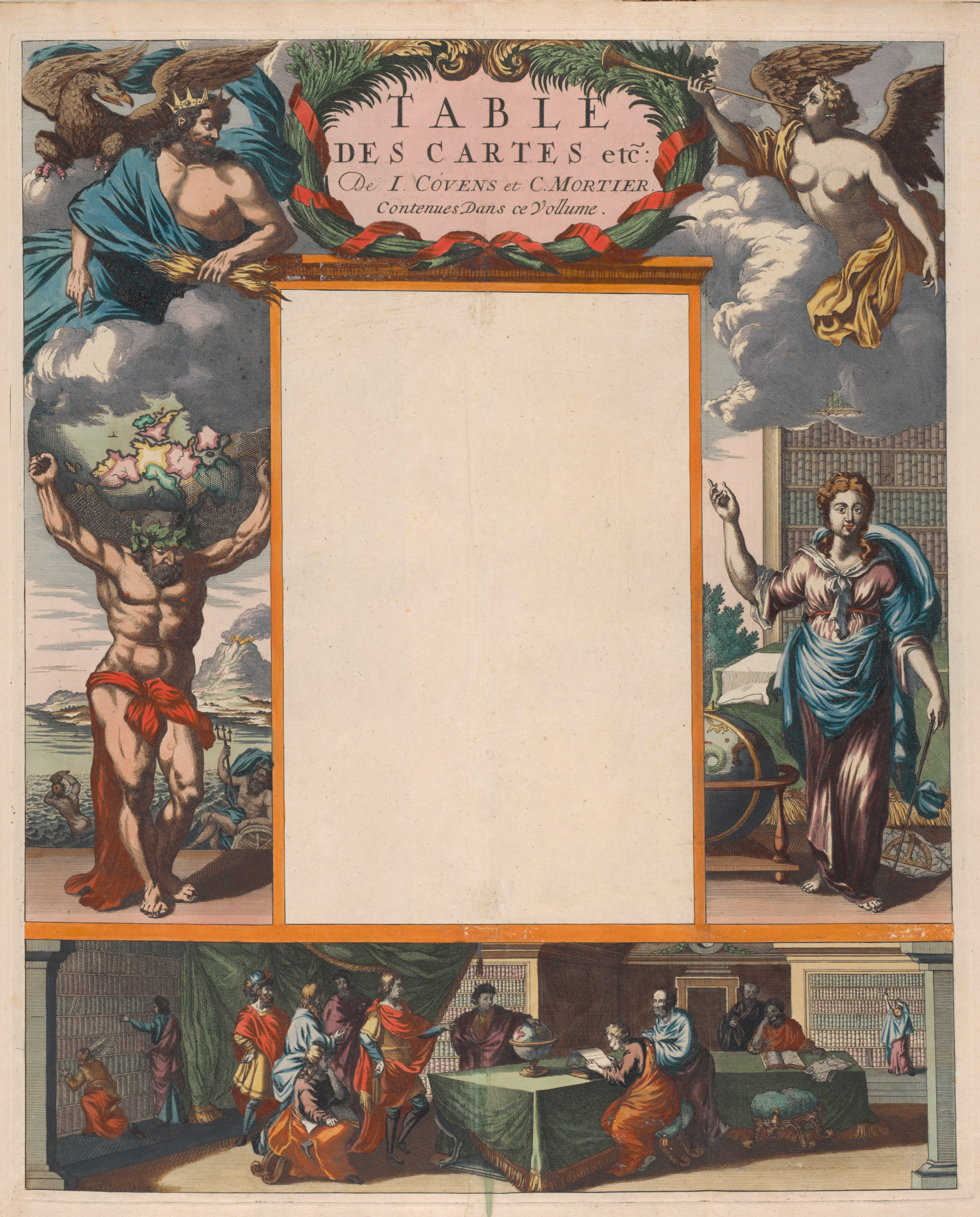
Frontispice Atlas der Neederlanden van de uitgever Covens en Mortier.

De Atlas der Neederlanden is een atlas factice, ook wel composiet- of verzamelaarsatlas genoemd. Verzamelaarsatlassen werden veelal samengesteld door vermogende personen die een eigen collectie kaarten aanlegden met betrekking tot een bepaald gebied of onderwerp. Of in sommige gevallen werden de atlassen op bestelling gekocht bij een uitgever. Er werden verschillende kaarten verzameld en ingebonden, daarom is iedere verzamelatlas uniek in zijn samenstelling. De verzamelaarsatlas is geen zeldzaam verschijnsel en er zijn verschillende van dergelijke atlassen bewaard gebleven. Bekende voorbeelden zijn de Atlas Blaeu-Van der Hem die in de Österreichische Nationalbibliothek in Wenen wordt bewaard en de Atlas Van der Hagen die van iets vroegere datum is, ca. 1690, en sinds 1887 in bezit is van de Koninklijke Bibliotheek in Den Haag.

## Herkomst en datering

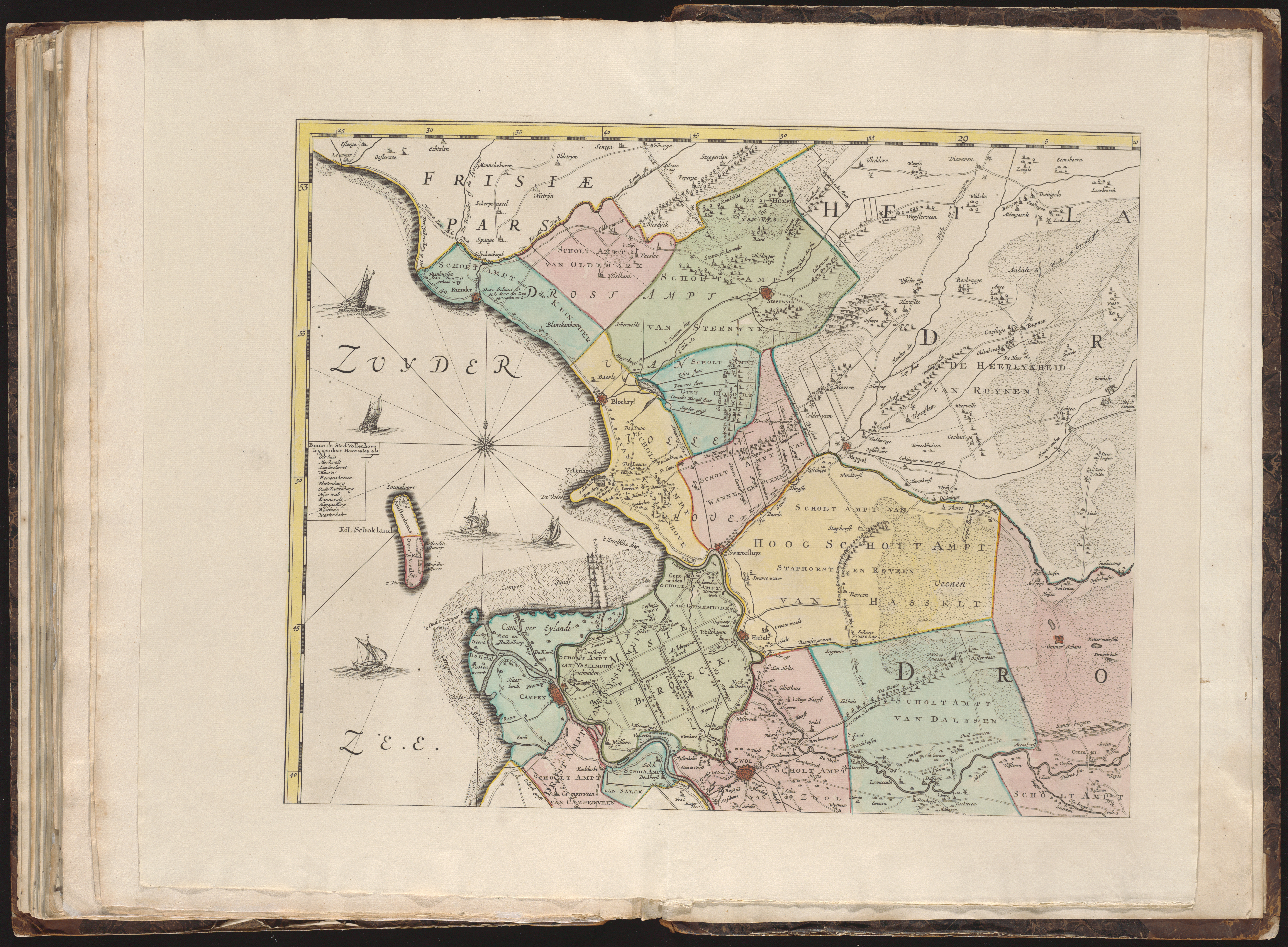
Kaart van Drenthe met daarop onder meer de stad Kampen en de Zuiderzee afgebeeld.

Het is niet duidelijk voor en door wie de Atlas der Neederlanden is samengesteld. Men vermoedt dat de atlas is gemaakt door de Amsterdamse uitgeverij Covens en Mortier. Op de frontispices die zijn opgenomen in acht van de negen delen staat deze uitgever vermeld met de tekst Table des cartes etc: de I. Cóvens et C. Mortier contenues dans ce vollume. Daarnaast is een groot deel van de kaarten die zijn opgenomen in de atlas uitgegeven door Covens en Mortier. Omstreeks 1816, toen de atlas vermoedelijk werd voltooid, werd de uitgeverij geleid door Cornelis Covens (1764-1825). Covens was vanaf 1790 tot aan 1825 werkzaam bij de uitgeverij en zorgde voor vernieuwing en succes van het familiebedrijf. Er werden in deze periode veel nieuwe kaarten uitgegeven. Tegelijkertijd werd de grote collectie oude kaarten die in het bezit was van het bedrijf bewaard, waardoor de uitgeverij een grote hoeveelheid kaarten in voorraad had. Binnen de commerciële én overheidscartografie in de Nederlanden was Covens en Mortier zodoende aan het begin van de 19de eeuw een van de belangrijkste kaartuitgevers.
Het jaar 1816 wordt als globale datering voor het voltooien van de atlas aangehouden. Het grootste deel van de kaarten in de atlas is afkomstig uit de 18de eeuw. Enkele exemplaren zijn afkomstig uit de 17de eeuw zoals de Leo Belgicus uit 1611 en een kaart van de Nederlanden van Frederik de Wit uit omstreeks 1670. De 18de-eeuwse kaarten zijn hoofdzakelijk in de delen 1 t/m 8 te vinden. In het laatste deel zijn kaarten uit de 17de eeuw en kaarten uit het begin van de 19de eeuw opgenomen. De meest recente kaarten uit de atlas zijn twee kaarten uit 1816.

## Kaartmateriaal

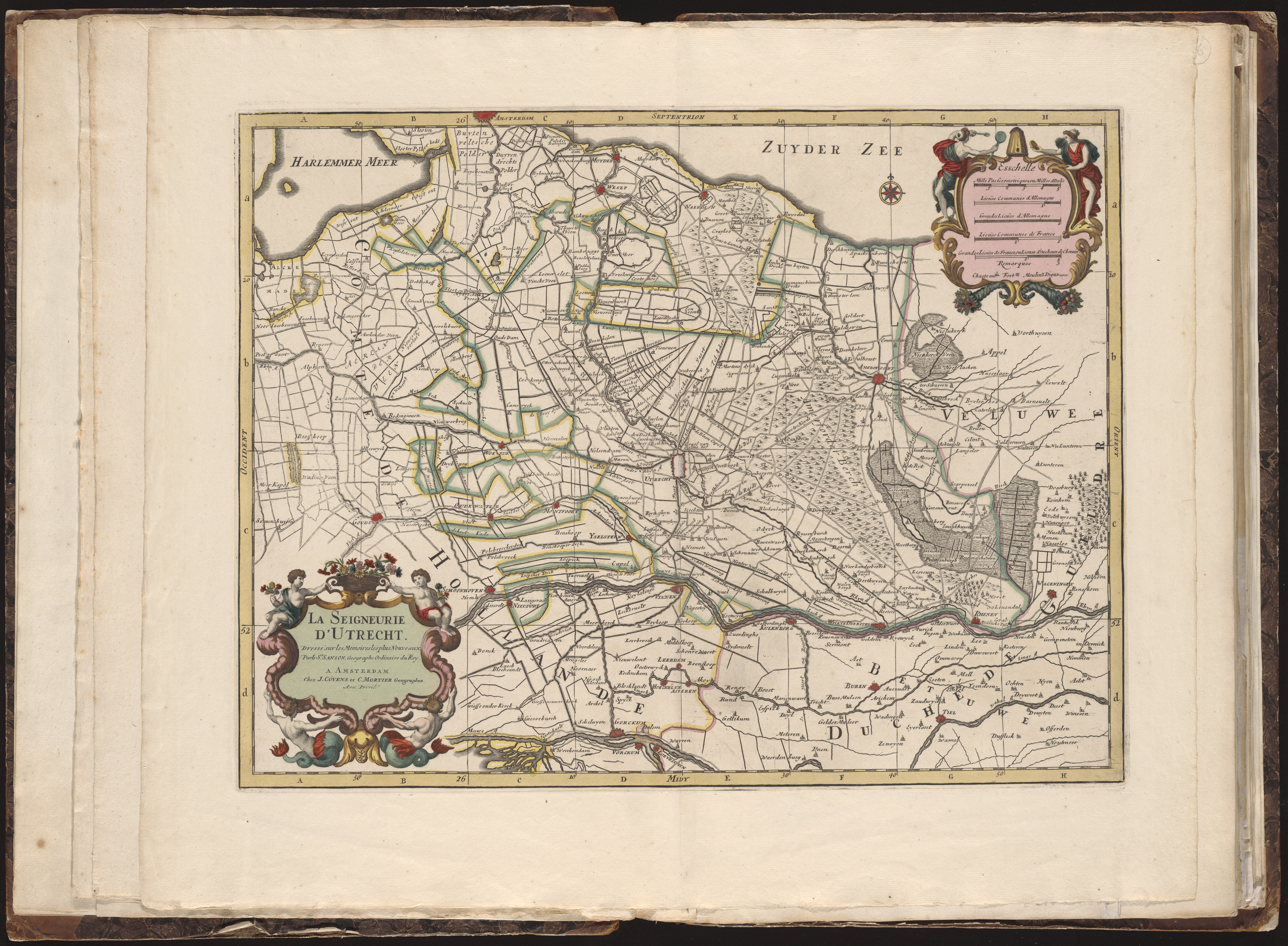
Kaart van Utrecht en omgeving.

Wandkaart van Holland in 40 bladen. De bladen zijn los in de atlas gebonden.

In de Atlas der Neederlanden zijn kaarten van bijzonder groot formaat te vinden. Atlassen uit de 17de en 18de eeuw bevatten doorgaans geen grootschalige topografische kaarten maar met name overzichtskaarten met een kleine schaal. Kaarten met een grote schaal en van een groter formaat pasten niet binnen het kaartblad en werden daarom over het algemeen niet opgenomen in reguliere atlassen. De Atlas der Neederlanden vormt een uitzondering. De grote kaarten zijn gevouwen in de atlas opgenomen of als losse bladen in de atlas ingebonden. Van de meerbladige kaarten was het oorspronkelijk de bedoeling dat de losse kaarten aan elkaar werden geplakt tot grote wandkaarten. De wandkaarten waren populair als decoratie en zijn daarom maar zelden (in goede staat) bewaard gebleven. Omdat de losse bladen in de atlas zijn gebonden en bewaard, zijn de kaarten nog goed intact en helder van kleur.
De atlas bestaat uit negen delen en beslaat per deel verschillende gebieden van de Nederlanden:
- Deel I: Gelderlandt, Utrecht & Over Yssel
- Deel II: Holland 1. Zuid-Holland
- Deel III: Holland 2. Zuid-Holland
- Deel IV: Holland 3. Zuid-Holland
- Deel V: Holland 4. Noord-Holland
- Deel VI: Zeeland
- Deel VII: Vriesland, Groningen & Drenthe
- Deel VIII: Belgiën
- Deel IX: Algemeene kaarten & Coloniën

## Restauratie
Vanaf 2011 is er gewerkt aan de restauratie en digitalisering van de atlas. Er is een facsimile-uitgave verschenen en deze werd gepresenteerd in het kader van de viering van het 200 jaar Koninkrijk Nederland in 2013. Bij de facsimile verscheen het boek De Atlas der Neederlanden: Kaarten van de Republiek en het prille Koninkrijk met 'Belgiën' en 'Coloniën’.

## Alle kaarten op Wikimedia Commons
Bekijk de pagina Atlas der Neederlanden op Wikimedia Commons.
De Bijzondere Collecties van de Universiteit van Amsterdam heeft de gehele Atlas der Neederlanden op Wikimedia Commons beschikbaar gesteld.